# Paracycling-Bahnweltmeisterschaften 2016
Die Paracycling-Bahnweltmeisterschaften 2016 fanden vom 17. bis 20. März im italienischen Montichiari im dortigen Velodromo Fassa Bortolo statt. Damit wurden die Paracycling-Weltmeisterschaften zum zweiten Mal nach 2011 in dieser Radrennbahn ausgetragen.
Ursprünglich waren die Weltmeisterschaften durch die Union Cycliste Internationale (UCI) an das südafrikanische Pietermaritzburg vergeben worden. Von Seiten der Athleten gab es jedoch scharfe Kritik: Die Radrennbahn Sax Young Cycling Track in Pietermaritzburg ist offen und 463 Meter lang (Standard sind 250 Meter Länge), dies sei „sub-standard“. Dies seien schlechte Voraussetzungen für Weltmeisterschaften, die als Qualifikation für die Sommer-Paralympics 2016 in Rio de Janeiro dienten.

## Resultate

### Sprint Klasse B
| Frauen - B |                                   |              |      |
| #          | Pilotin/Fahrerin                  | Nationalität | Zeit |
|            | Madison Janssen/Jessica Gallagher | AUS          |      |
|            | Helen Scott/Sophie Thornhill      | GBR          |      |
|            | Yuri Kanuma/Mai Ta                | NZL          |      |

| Männer - B |                            |              |      |
| #          | Pilot/Fahrer               | Nationalität | Zeit |
|            | Peter Mitchell/Neil Fachie | GBR          |      |
|            | Teun Mulder/Tristan Bangma | NED          |      |
|            | Craig MacLean/James Ball   | GBR          |      |

### Mixed Team Sprint M/W C1-5
| WM C1–5 (750 m) |                                                |              |      |
| #               | Fahrer(innen)                                  | Nationalität | Zeit |
|                 | Louis Rolfe/Jon-Allan Butterworth/Jody Cundy   | GBR          |      |
|                 | Xie Hao/Wei Guoping/Liu Yin Yang               | CHN          |      |
|                 | Amador Granados/Eduardo Santas/Alfonso Cabello | ESP          |      |

### Zeitfahren Klasse B
| Frauen - WB (1000 m) |                                   |              |            |
| #                    | Pilotin/Fahrerin                  | Nationalität | Zeit (min) |
|                      | Haliegh Dolman/Larissa Klaassen   | NED          | 1:06,095   |
|                      | Helen Scott/Sophie Thornhill      | GBR          | 1:07,483   |
|                      | Madison Janssen/Jessica Gallagher | AUS          | 1:07,575   |

| Männer - MB (1000 m) |                              |              |            |
| #                    | Pilot/Fahrer                 | Nationalität | Zeit (min) |
|                      | Peter Mitchell/Neil Fachie   | GBR          | 1:00,633   |
|                      | Teun Mulder/Tristan Bangma   | NED          | 1:01,780   |
|                      | Patrick Bos/Stephen de Vries | NED          | 1:02,214   |

### Verfolgung Klasse B
| Frauen - WB (3000 m) |                           |              |          |
| #                    | Pilotin/Fahrerin          | Nationalität | Zeit     |
|                      | Laura Thompson/Emma Foy   | NZL          | 3:30,148 |
|                      | Mai Tanaka/Yurie Kanuma   | JPN          | 3:35,526 |
|                      | Corinne Hall/Lora Turnham | GBR          |          |

| Männer - MB (4000 m) |                                         |              |          |
| #                    | Pilot/Fahrer                            | Nationalität | Zeit     |
|                      | Kieran Modra/David Edwards              | AUS          | 4:12,324 |
|                      | Joan Font Alera/Ignacio Avila Rodriguez | ESP          | 4:16,406 |
|                      | Jean-Michel Lachance/Daniel Chalifour   | CAN          |          |

### Zeitfahren Klasse C
| #                    | Fahrerin         | Nationalität | Zeit (s)  |
| -------------------- | ---------------- | ------------ | --------- |
| Frauen - WC1 (500 m) |                  |              |           |
|                      | Li Jieli         | CHN          | 44,439    |
| Frauen - WC2 (500 m) |                  |              |           |
|                      | Alyda Norbruis   | NED          | 40,260    |
|                      | Amanda Reid      | AUS          | 42,147    |
|                      | Song Zhenling    | CHN          | 44,237    |
| Frauen - WC3 (500 m) |                  |              |           |
|                      | Megan Giglia     | GBR          | 41,761 WR |
|                      | Denise Schindler | GER          | 43,159    |
|                      | Jamie Whitmore   | USA          | 43,784    |
| Frauen - WC4 (500 m) |                  |              |           |
|                      | Kadeena Cox      | GBR          | 37,456    |
|                      | Ruan Chianping   | CHN          | 37,835    |
|                      | Katherine Horan  | NZL          | 39,730    |
| Frauen - WC5 (500 m) |                  |              |           |
|                      | Zhou Jufang      | CHN          | 37,389    |
|                      | Sarah Storey     | GBR          | 37,589    |
|                      | Crystal Lane     | GBR          | 37,796    |

| #                     | Fahrer                | Nationalität | Zeit (min) |
| --------------------- | --------------------- | ------------ | ---------- |
| Männer - MC1 (1000 m) |                       |              |            |
|                       | Arnoud Nijhuis        | NED          | 1:12,423   |
|                       | Li Zhangyu            | CHN          | 1:12,597   |
|                       | Rodrigo Fernand Lopez | ARG          | 1:20,296   |
| Männer - MC2 (1000 m) |                       |              |            |
|                       | Tristen Chernove      | CAN          | 1:13,297   |
|                       | Xie Hao               | CHN          | 1:15,311   |
|                       | Louis Rolfe           | GBR          | 1:15,925   |
| Männer - MC3 (1000 m) |                       |              |            |
|                       | Joseph Berenyi        | USA          | 1:09,534   |
|                       | Sergei Obidennov      | RUS          | 1:10,120   |
|                       | Sergei Batukow        | RUS          | 1:10,317   |
| Männer - MC4 (1000 m) |                       |              |            |
|                       | Jody Cundy            | GBR          | 1:04,654   |
|                       | Jozef Metelka         | SVK          | 1:06,046   |
|                       | Wei Guoping           | CHN          | 1:08,590   |
| Männer - MC5 (1000 m) |                       |              |            |
|                       | Alfonso Cabello       | ESP          | 1:05,045   |
|                       | Jon-Allan Butterworth | GBR          | 1:05,549   |
|                       | Alistair Donohoe      | AUS          | 1:05,629   |

### Verfolgung Klasse C
| #                     | Fahrerin                | Nationalität | Zeit (min) |
| --------------------- | ----------------------- | ------------ | ---------- |
| Frauen - WC1 (3000 m) |                         |              |            |
|                       | Li Jieli                | CHN          |            |
| Frauen - WC2 (3000 m) |                         |              |            |
|                       | Zeng Sini               | CHN          |            |
|                       | Alyda Norbruis          | NED          |            |
|                       | Daniela Carolina Muneva | COL          |            |
| Frauen - WC3 (3000 m) |                         |              |            |
|                       | Megan Giglia            | GBR          |            |
|                       | Denise Schindler        | GER          |            |
|                       | Simone Kennedy          | AUS          |            |
| Frauen - WC4 (3000 m) |                         |              |            |
|                       | Shawn Morelli           | USA          |            |
|                       | Susan Powell            | AUS          |            |
|                       | Alexandra Green         | AUS          |            |
| Frauen - WC5 (3000 m) |                         |              |            |
|                       | Sarah Storey            | GBR          |            |
|                       | Zhou Jufang             | CHN          |            |
|                       | Anna Harkowska          | POL          |            |

| #                     | Fahrer             | Nationalität | Zeit (min) |
| --------------------- | ------------------ | ------------ | ---------- |
| Männer - MC1 (3000 m) |                    |              |            |
|                       | Li Zhangyu         | CHN          |            |
|                       | Ross Wilson        | CAN          |            |
|                       | Arnoud Nijhuis     | NED          |            |
| Männer - MC2 (3000 m) |                    |              |            |
|                       | Tristen Chernove   | CAN          |            |
|                       | Colin Lynch        | IRL          |            |
|                       | Arslan Gulmitdinow | RUS          |            |
| Männer - MC3 (3000 m) |                    |              |            |
|                       | Joseph Berenyi     | USA          |            |
|                       | David Nicholas     | AUS          |            |
|                       | Eoghan Clifford    | IRL          |            |
| Männer - MC4 (4000 m) |                    |              |            |
|                       | Jozef Metelka      | SVK          |            |
|                       | Kyle Bridgwood     | AUS          |            |
|                       | Sergei Pudow       | RUS          |            |
| Männer - MC5 (4000 m) |                    |              |            |
|                       | Michael Gallagher  | AUS          |            |
|                       | Alistair Donohoe   | AUS          |            |
|                       | Jehor Dementjew    | UKR          |            |

### Scratch Klasse C
| Frauen - WC2 (10 km) |                          |              |      |
| #                    | Fahrerin                 | Nationalität | Zeit |
|                      | Zeng Sini                | CHN          |      |
|                      | Daniela Carolina Munevar | COL          |      |
|                      | Alyda Norbruis           | NED          |      |
| Frauen - WC3 (10 km) |                          |              |      |
|                      | Denise Schindler         | GER          |      |
|                      | Jamie Whitmore           | USA          |      |
|                      | Megan Giglia             | GBR          |      |
| Frauen - WC4 (10 km) |                          |              |      |
|                      | Ruan Jianping            | CHN          |      |
|                      | Susan Powell             | AUS          |      |
|                      | Alexandra Green          | AUS          |      |
| Frauen - WC5 (10 km) |                          |              |      |
|                      | Anna Harkowska           | POL          |      |
|                      | Sarah Storey             | GBR          |      |
|                      | Mariela Analia Delgado   | ARG          |      |

| Männer - MC1 (15 km) |                      |              |      |  |
| #                    | Fahrer               | Nationalität | Zeit |  |
|                      | Erich Winkler        | GER          |      |  |
|                      | Andreas Zirkl        | AUT          |      |  |
|                      | Giancarlo Masini     | ITA          |      |  |
| Männer-MC2 (15 km)   |                      |              |      |  |
|                      | Liang Guihua         | CHN          |      |  |
|                      | Tristen Chernove     | CAN          |      |  |
|                      | Ivo Koblasa          | CZE          |      |  |
| Männer-MC3 (15 km)   |                      |              |      |  |
|                      | Alexsey Obydennow    | RUS          |      |  |
|                      | Fabio Anobile        | ITA          |      |  |
|                      | Esneider Munoz Marin | COL          |      |  |
| Männer-MC4 (15 km)   |                      |              |      |  |
|                      | Kyle Bridgwood       | AUS          |      |  |
|                      | Carol Eduard Novak   | ROU          |      |  |
|                      | Jaco Van Gass        | GBR          |      |  |
| Männer-MC5 (15 km)   |                      |              |      |  |
|                      | Jonathan Gildea      | GBR          |      |  |
|                      | Alistair Donohoe     | AUS          |      |  |
|                      | Jehor Dementjew      | UKR          |      |  |

## Aufgebote

### Deutschland
- C1: Michael Teuber, Erich Winkler
- C3: Denise Schindler, Matthias Schindler
- C4: Thomas Schäfer
- C5: Kerstin Brachtendorf
- Tandem: Kai Kruse/Stefan Nimke

### Schweiz
- C2: René Bolliger